# Malacocephalus nipponensis
Malacocephalus nipponensis is een straalvinnige vissensoort uit de familie van rattenstaarten (Macrouridae). De wetenschappelijke naam van de soort is voor het eerst geldig gepubliceerd in 1916 door Gilbert & Hubbs.